# Aloys Skoumal

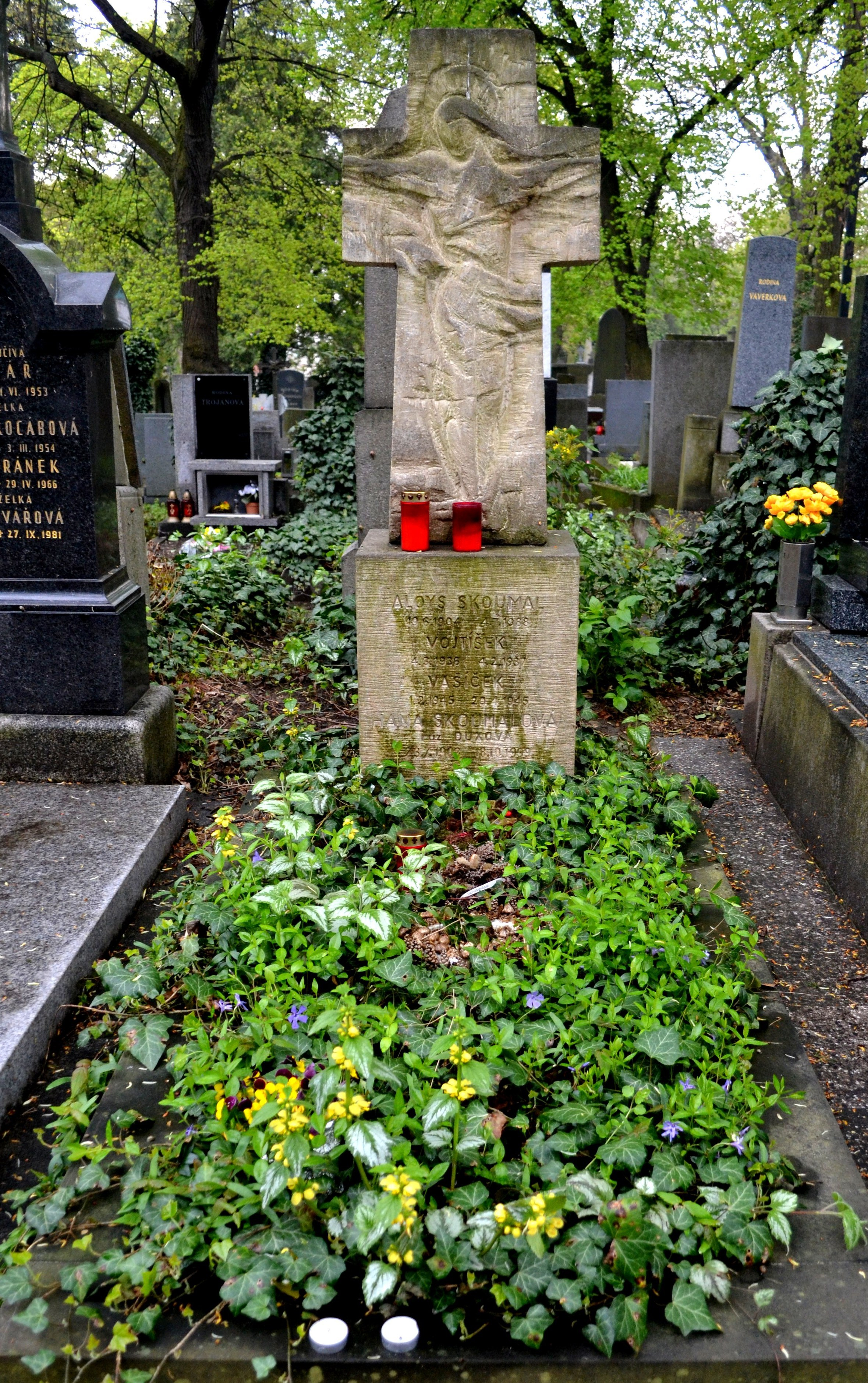
Hrob na Břevnovském hřbitově v Praze

Aloys Skoumal (19. června 1904 Pačlavice, okres Kroměříž – 4. července 1988 Praha) byl český literární kritik, překladatel z němčiny a především z angličtiny, a ilustrátor. 
Aloys Skoumal začal své jméno psát s grafémem „ypsilon“ zřejmě po studijní návštěvě Irska, kde jej údajně okouzlil svatý Aloysius z Gonzagy. Poprvé se tak podepsal v Katalogu posluchačů filosofické fakulty, zimní běh 1926–27

## Biografie
Studoval Arcibiskupské gymnázium v Kroměříži (1915–1922), filozofii a anglistiku na pražské univerzitě (1923–1928) a Vyšší knihovnickou školu (1928). Při pražských studiích ovlivnil jeho překladatelskou metodu Vilém Mathesius.
Pracoval v nakladatelství Melantrich, v pražské Universitní knihovně, v olomoucké Studijní knihovně (1929–1933), ve Vojenském ústavu vědeckém (1933–1936), jako lektor a redaktor nakladatelství Vyšehrad (1936–1944). Na konci války byl internován, po návratu se stal literárním ředitelem nakladatelství Vyšehrad, poté kulturním přidělencem v Londýně (1947–1950), pracovníkem ministerstva informací a osvěty, Státní knihovny společenských věd, Universitní knihovny.
Hodně cestoval, publikoval literární a divadelní kritiky, recenze, glosy, předmluvy a doslovy. Hlavní jeho přínos je v překladech založených na dokonalé znalosti překládaných autorů a stylistickém mistrovství.
Je pohřben na břevnovském hřbitově v Praze.

## Doslovy a předmluvy
- Erik Adolf Saudek: Labuť a růže (1966)
- Johann Wolfgang Goethe: Utrpení mladého Werthera (1968, doslov o autorovi, překlad E. A. Saudek)

## Překlady
- Joseph Conrad: Věrný Nostromo (1936); Gaspar Ruiz (1957, s úvodem); Náhoda (1973, se Slávkou Poberovou); „Výspa pokroku“ (1996, v knize Srdce temnoty, spolu s Janem Zábranou)
- Stephen Crane: „Otevřený člun“ (2001, v knize Modrý hotel a jiné prózy)
- Charles Dickens: Dombey a syn (1960, s Vladimírem Vařechou)
- Peter Fleming: Brazilské dobrodružství (1938, s Jaromírem Jedličkou)
- Margaret Friskeyová: Jak indiánek Cvoček našel koníčka (1965)
- Hugo von Hofmannsthal: Lucidor (1981)
- W. H. Hudson: El Ombú (1930)
- Henry James: Washingtonovo náměstí (1987)
- Beda Jarret: Karel IV. (1939)
- James Joyce: Odysseus (1976); Portrét umělce v jinošských letech (1983); Dubliňané (1988)
- Karl Kraus: Soudím živé i mrtvé (1974)
- Sinclair Lewis: Arrowsmith (1963)
- Katherine Mansfieldová: Duje vítr (1938, výbor povídek); Blaho a jiné povídky (1958); 2022 též uspoř. elektronické vydání
- Robert Musil: „Grigia“ (v knize Povídky; Pozůstalost za života, s Annou Siebenscheinovou, 1991)
- Edgar Allan Poe: Filosofie básnické skladby (1932)
- George Bernard Shaw: Major Barbara (1928, s Karlem Muškem a Miloslavou Davidovou); Majorka Barbara: hra o 3 dějstvích (1956 Dilia; 1960 Orbis, také doslov)
- William Shakespeare: Antická dramata (1983, většinu přeložil E. A. Saudek); „Hamlet“ (úryvek uveden v knize F. M. Dostojevského Zvláštní případy, 2002)
- Laurence Sterne: Život a názory blahorodého pana Tristrama Shandyho (1963, s doslovem)
- Robert Louis Stevenson: Olalla (1927); Ostrov pokladů (1967, s doslovem)
- Lytton Strachey: Konec generála Gordona (1934)
- Jonathan Swift: Gulliverovy cesty (1931); Výbor z díla (1953, se studií o autorovi); Zakletý duch (1967)
- William Makepeace Thackeray: Jarmark marnosti (1965)
- Edith Whartonová: Věk nevinnosti (1933)
- Werner Winter: „Nemožnosti překladu“ (1970, Odeon; ve sborníku Překlad literárního díla, s. 519–535)

## Společné překlady s Hanou Skoumalovou
- Eva Bednářová, ed.: Orel z pobřeží: výbor anglických povídek (1969); A. Skoumal též výbor uspořádal a napsal úvod a medailóny
- Lewis Carroll: Alenčina dobrodružství a Za zrcadlem; Kočka Šklíba (1961)
- Thomas Hardy: Lesáci (1975)
- Henry James: Co všechno věděla Maisie (1971)
- Rudyard Kipling: Knihy džunglí (1965)
- Thomas Edward Lawrence: Bouře nad Asií (1935)
- Katherine Mansfieldová: Zahradní slavnost (1952); Aloe (1975)
- John Steinbeck: Ryzáček (1962)

## Ilustrace
- Lewis Carroll: Aneka v kraji divů a za zrcadlem (1983), 33 ilustrací ©1970

Uspořádal antologii milostných novel a povídek Třicet podob lásky (1975), kterou přeložil kolektiv překladatelů. V jeho překladu Athertonové „Mlžný roh“, Musilova „Grigia“ a Wellsův „Kraj slepců“. (Čtyři z překladů Hana Skoumalová.)